# 29633 Weatherwax
29633 Weatherwax este o planetă minoră (asteroid), cu un diametru de 3,101 km, din centura de asteroizi. A fost descoperită pe 10 noiembrie 1998 la Caussols de OCA-DLR Asteroid Survey⁠(d). 
Obiectul prezintă o orbită caracterizată de o semiaxă mare de 2,2760885 UAi, o excentricitate de 0,1, o înclinație de 4,91278 ° în raport cu ecliptica.